# جون هيغينز (فنان قصص مصورة)
جون هيغينز (بالإنجليزية: John Higgins)‏ هو فنان قصص مصورة بريطاني، ولد في 1949 في والتون ‏ في المملكة المتحدة.

## وصلات خارجية
- الموقع الرسمي